# 伊勢化学工業
伊勢化学工業株式会社（いせかがくこうぎょう）は、AGC子会社の専門化学メーカーである。ヨウ素及びヨウ素化合物、電池材料に使用される金属化合物の生産や、天然ガスの採取・販売を行っている。特に、ヨウ素は、日本、アメリカ、チリのみで生産されているもので、伊勢化学工業は、日本のヨウ素生産量の4割以上、世界の生産量の約12%を供給する世界的有力メーカーである。地中から汲み上げられた鹹水を原料としてヨウ素を製造している。鹹水の採取地は千葉県の南関東ガス田及び宮崎県の宮崎ガス田である。

## 沿革
- 1927年3月 - 三重県伊勢市に伊勢沃度工場を創業[2]。
- 1948年3月 - 伊勢化学工業株式会社設立[2]。
- 1960年1月 - 旭硝子（現AGC）の傘下に入る[2]。
- 1990年10月 - 東京証券取引所2部上場[2]。

## 事業所
- 本社 - 東京都中央区
- 白子工場・研究所 - 千葉県長生郡白子町
- 太東工場 - 千葉県いすみ市
- 一宮工場 - 千葉県長生郡一宮町
- 白里工場 - 千葉県大網白里市
- 千葉工場 - 千葉県市原市
- 宮崎工場 - 宮崎県宮崎市